# Klaus Hildebrand (Unternehmer)
Klaus Hildebrand (* 10. Oktober 1954 in München; † 2. Dezember 2010) war ein deutscher Unternehmer.

## Biografie
Hildebrand studierte nach dem Schulbesuch Betriebswirtschaftslehre und begann nach dem Abschluss als Diplom-Kaufmann seine berufliche Laufbahn bei der Conti Unternehmensgruppe, wo er 1992 mit dem Aufbau des Unternehmensbereichs Fahrgastschifffahrt begann. 1992 erwarb er von der Treuhandanstalt für Conti die Sächsische Dampfschifffahrt, die als die älteste und größte Raddampfer-Flotte der Welt gilt, und begann im Anschluss mit der erfolgreichen Sanierung der „Weißen Flotte“.
1998 war er Mitbegründer der Premicon AG, die sich hauptsächlich dem Flusskreuzfahrtgeschäft mit 25 eigenen Schiffen widmet, aber auch Investitionen in die Hochseekreuzfahrt (MS „Astor“) und Containerschifffahrt (z. B. „MS Atlanticon“) sowie in Immobilien und Biodiesel tätigt. In der Folgezeit war Hildebrand, der mit 36,75 Prozent Anteilen größter Aktionär ist, bis zu seinem Tode Vorstandsmitglied und Geschäftsführer der Premicon AG und schloss zuletzt auch Charterverträge mit der TUI. Daneben war er sowohl Geschäftsführer und Gesellschafter der Sächsischen Dampfschifffahrt als auch Aufsichtsratsvorsitzender der Köln-Düsseldorfer Deutsche Rheinschiffahrt.
Aufgrund einer schweren Krankheit Hildebrands kehrte bereits Mitte September 2010 Thomas Wirmer aus seinem Ruhestand in den Vorstand der Premicon AG zurück.